# Optronikmast

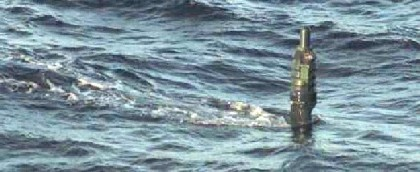
Optronikmast im Einsatz bei einem U-Boot

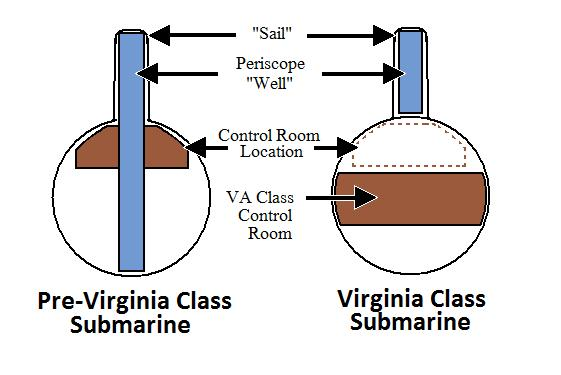
Einbauvergleich mit klassischem Periskop (links) und Optronikmast (rechts)

Ein Optronikmast bzw. Photonikmast ist ein optischelektronisches Sensorsystem mit kombinierten Sicht-, Peil-, und Zielgeräten für U-Boote als moderner Ersatz von U-Boot-Periskopen. Die visuellen Daten und weitere Informationen werden digital erfasst und an Bildschirme und verbundene Führungssysteme im Kontrollraum übertragen. 

## Beschreibung
Meist besteht es aus einer Reihe von bildgebenden Sensoren, wie etwa einer 360 Grad Panoramaüberwachungssystem und einer Infrarotsichtanlage. Normalerweise ist außerdem ein Laserentfernungsmesser integriert sowie Kommunikations- und Navigationsgeräte. Bei U-Booten der Virginia-Klasse kommen zwei Optronikmasten statt zwei Periskopen zum Einsatz.
Abbildende Aufklärung wurde bei Luft- und Landsystemen bereits im 20. Jahrhundert genutzt. Im 21. Jahrhundert wurde militärische Optoelektronik weiterentwickelt und der Optronikmast bedeutet eine deutliche Modernisierung für U-Boote.  
Vorteile
Die Druckkammer der U-Boote braucht hierbei keinen großen Ausschnitt am Turm zu haben, wie beim Periskop und der Kontrollraum muss sich nicht direkt unter dem Turm befinden. Außerdem erhöht sich die Allwettertauglichkeit des Sichtsystems bei schlechten Sichtbedingungen. Durch eine kleine Bauform kann es nur schwer vom Gegner erkannt werden, weil es nur minimal aus dem Wasser ragt. Insgesamt erhöht sich durch verbesserte Situationswahrnehmung die Sicherheit für die U-Bootbesatzung, bei gleichzeitig gesteigerter Überlebensfähigkeit.